# Цари и пророки
«Цари́ и проро́ки» (англ. Of Kings and Prophets) — американский телевизионный сериал, который вышел на ABC в сезоне 2015—2016 годов. В центре сюжета находятся библейские мотивы, завернутые в ложь, предательство и месть, влекущие за собой смерти. Действие шоу разворачивается в Израиле, хотя проект снимался в Южной Африке.
Премьера сериала состоялась 8 марта 2016 года с мрачными рейтингамии, даже ниже чем у предыдущего провала ABC «Злой город», также вышедшего в мертвый слот вторника. 17 марта 2016 года сериал был закрыт и снят с эфира после двух эпизодов.

## В ролях
- Рэй Уинстон — царь Саул
- Оливер Рикс — Давид, пастух и будущий царь Израиля
- Симона Кесселл — царица Ахиноам, жена Саула
- Джеймс Флойд — Иевосфей, младший сын Саула
- Хааз Слейман — Ионафан, старший сын царя Саула
- Мэйси Ричардсон-Селлерс — Мелхола, младшая дочь Саула
- Джанин Мейсон — Мерова, старшая дочь Саула
- Мохаммад Бакри — Самуил, пророк Израиля
- Дэвид Уолмсли — Иоав, племянник Давида
- Натаниель Паркер — Анхус, царь филистимлян

## Производство
23 января 2015 года канал ABC заказал съемки пилотного эпизода, написанного Адамом Купером и Биллом Колладжем, для сезона 2015-16 годов. ABC Studios производит сериал, съемки которого стартовали в марте в Кейптауне, ЮАР, будучи первым американским сериалом, снимаемым на Африканском континенте.
Кастинг на основные роли стартовал в феврале 2015 года. На регулярные роли были утверждены британские, австралийские и израильские актёры. 4 марта было объявлено, что центральную роль умирающего царя будет играть Рэй Уинстон. Симона Кесселл затем получила роль его жены Ахиноам, которая по сценарию изображается в более феминистском ключе. Мэйси Ричардсон-Селлерс получила роль дочери, а Оливер Рикс — второго царя. Джеймс Флойд позднее присоединился к пилоту в роли сына Сола и Ахиноам.
7 мая 2015 года канал утвердил пилот и заказал съемки первого сезона. Позже было объявлено, что сериал будет транслироваться по воскресеньям после нового шоу «Кровь и нефть». 2 июня 2015 года канал снял шоу с осеннего расписания, сменив его другой новинкой, «Куантико». Это было вызвано негативной реакцией зрителей на скрининговых показах для рекламодателей. Также было объявлено, что заказ эпизодов был сокращен с 13-ти до 10-ти и сериал будет подвергнут творческим и кастинговым изменениям. 6 июля было объявлено, что ABC решил нанять Майкла Оффера, снявшего пилот «Как избежать наказания за убийство», чтобы он полностью переснял пилотный эпизод. 17 ноября 2015 года ABC на своем сайте сообщил, что сериал выйдет 8 марта 2016 года.